# Vieux Lyon - Cathédrale Saint-Jean (metrostation)
Vieux Lyon - Cathédrale Saint-Jean is een metrostation aan lijn D van de metro van Lyon in het 5e arrondissement van de Franse stad Lyon. Dit station is tevens het onderste eindpunt van de twee lijnen van de kabelspoorwegen van Lyon (Frans: Funiculaires) die nog in gebruik zijn.

## Geschiedenis
Metrostation Vieux Lyon is geopend in 1991, ten tijde van de aanleg van het eerste gedeelte van Lijn D. Het toen opgeleverde complex vervangt sindsdien ook de dalstations van de kabelspoorweg van Saint-Just en van de kabelspoorweg van Fourvière.

## Ligging
De perrons van het metrostation liggen zo'n 30 meter onder de grond en daarmee is dit het diepst gelegen station van de stad. Drie roltrappen van 21 meter verbinden het station met het straatniveau. De stations van de Funiculaire de Saint-Just en de Funiculaire de Fourvière liggen in dit stationsgebouw boven straatniveau.
Tussen dit station en metrostation Gorge de Loup zit het langste traject tussen twee stations. Over een afstand van 1700 klimt de metro hier, grotendeels door een kaarsrechte tunnel onder de heuvel Fourvière door. Vieux Lyon - Cathédrale Saint-Jean bedient de wijken Vieux Lyon en Fourvière en belangrijke bezienswaardigheden in de omgeving zijn onder anderen de kathedraal van Lyon, de wijk Vieux Lyon, die dateert uit de renaissance, met zijn traboules, en de basiliek Notre-Dame de Fourvière.